# 甘木山
甘木山（あまぎやま）は、福岡県大牟田市にある小高い山である。標高123m。

## 概要
大牟田市北部にある山で、山頂付近からは有明海や大牟田市街地を一望することができる。大牟田市内における花見や遠足の定番スポットのひとつである。

## 周辺
甘木公園
大牟田市内における桜の名所の一つで、シーズンには多くの花見客で賑わう。
大牟田ハイツ
甘木山山頂近くにある宿泊・研修施設。立ち寄り湯やレストラン、テニスコートなどもある。
大牟田テレビ・FM中継局
甘木山山頂近くにあるテレビ・FM中継局。詳細は大牟田テレビ・FM中継局を参照。
甘木配水池
大牟田市企業局が管理している。筑後川から取水した水道水を、大牟田市北部・東部地域へ供給している。

## 交通
- 西鉄天神大牟田線倉永駅または東甘木駅より徒歩。
- 車利用の場合、大牟田市中心部より国道208号を北上、甘木山入口交差点より左折。